# Naumburger Meister

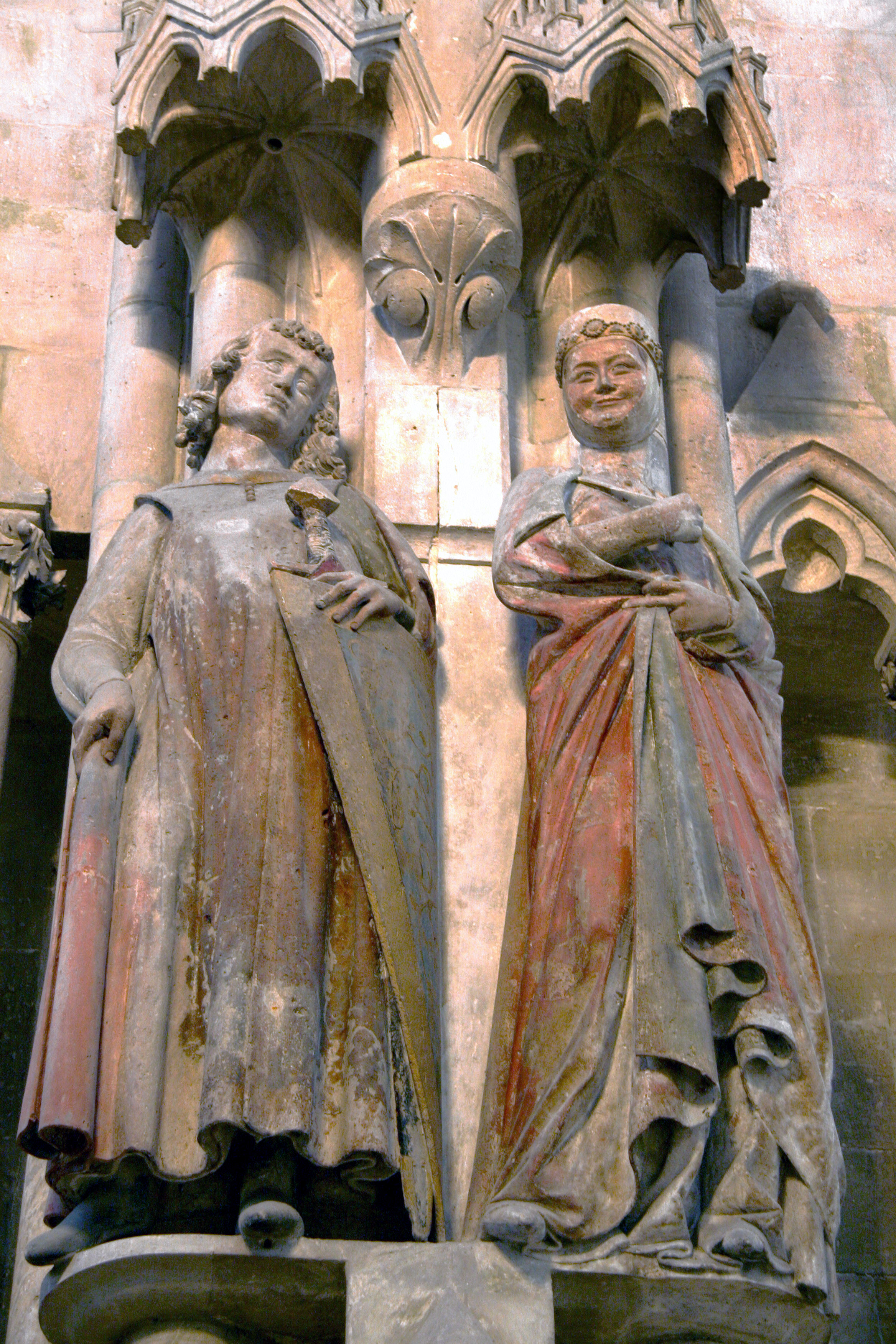
Stifterfiguren im Naumburger Dom Hermann von Meißen und Reglindis

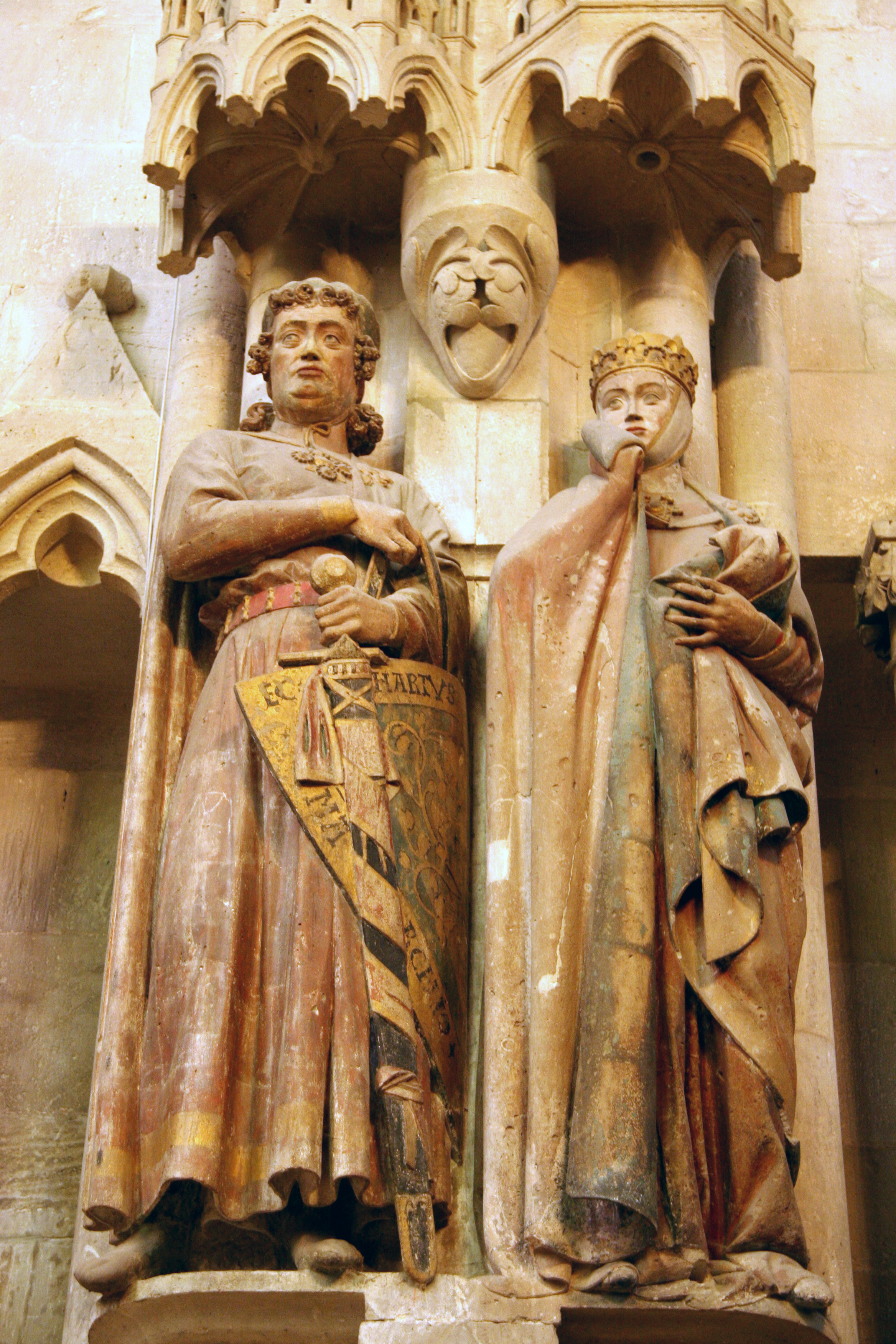
Stifterfiguren im Naumburger Dom Ekkehard II. und Uta

Naumburger Meister (auch Meister von Naumburg) ist der Notname eines namentlich nicht bekannten Steinbildhauers des Mittelalters. Er wirkte in der Mitte des 13. Jahrhunderts und gilt als einer der Hauptmeister dieser Epoche. Seine Skulpturen zählen zu den bedeutendsten Kunstwerken des europäischen Mittelalters.
Ausgebildet wurde der Naumburger Meister sehr wahrscheinlich in Nordfrankreich, als dort bereits die Hochgotik blühte. Um 1225 war er wahrscheinlich in Noyon, Amiens und Reims tätig, später vielleicht in Metz. Etwa ab 1230 arbeitete er in Mainz am Dom, wo er den nur fragmentarisch erhaltenen Westlettner schuf. Zu dessen Figurenprogramm gehörte auch sein um 1240 entstandenes Martinsrelief, das sich heute in der Pfarrkirche von Bassenheim bei Koblenz befindet und als Bassenheimer Reiter bekannt ist. Im Mainzer Dom wurde 2021 ein mögliches Selbstbildnis entdeckt.
Danach zog er weiter nach Osten. Der Westchor des Naumburger Doms und die zwölf Stifterfiguren sowie der vorgelagerte Lettner gelten als sein Hauptwerk, weshalb er die Bezeichnung Naumburger Meister erhielt. Seiner Werkstatt werden außerdem die um 1260 entstandenen Stifter- und Patronatsfiguren im Meißner Dom zugerechnet.

## Einzelne Aspekte zum Werk des Naumburger Meisters
Als der Naumburger Meister in der für ihn namengebend gewordenen Domstadt an der Saale eintraf, war der um 1210 begonnene Domneubau beinahe fertiggestellt. Um 1245, vielleicht auch erst um 1250, wurde mit dem Bau eines Westchores begonnen. Im Jahr 1249 riefen der Bischof Dietrich II. und das Domkapitel zu Spenden für die Vollendung des Dombaus auf, also für den Weiterbau oder die Errichtung des Westchores, der gegen 1257 vollendet gewesen sein dürfte. Die Datierung der skulpturalen Arbeiten bewegt sich in der aktuellen Forschung in der Regel zwischen der zweiten Hälfte der 1240er Jahre und den 1250er Jahren.
Die Errichtung des Westchores begann mit dem Bau des Polygons. Der Westlettner entstand erst, als der Westchor baulich an den spätromanischen Dom angeschlossen wurde. Dem neuen, frühgotischen Stil entsprechend, ist der Neubau mit reichen, wirklichkeitsnahen Blattkapitellen ausgestattet. Besonders die Blattkapitelle am Westlettner sind oft bewundert worden.

### Kreuzigungsgruppe und Passionsreliefs
Die Kreuzigungsgruppe steht unmittelbar am Eingang zum Chor. Links und rechts des senkrechten Kreuzbalkens befinden sich die beiden Durchgänge in das Chorinnere. Beim Betreten des Westchores geht man demnach unter den ausgebreiteten Armen Christi hindurch, vorbei an den seitlichen Figuren der Maria und Johannes des Täufers. Im Kopf der Christusfigur haben sich Reliquien befunden. An der Brüstung der Lettnerbühne sind Reliefs mit Darstellungen des Passionsgeschehens angebracht. In dem Giebel in der Mitte befindet sich in einem Vierpass ein Stuckrelief mit der Darstellung Christi als Weltenrichter, umgeben von den arma Christi.
Die Reliefs zeigen die Passion auf dramatisch bewegte, eindringliche und dabei wirklichkeitsnahe Weise. Auch auf eine wirklichkeitsnahe Tiefenwirkung hat der Naumburger Meister geachtet.
Im Einzelnen sind dargestellt (von Süd nach Nord): das letzte Abendmahl, der Verrat des Judas, die Gefangennahme Christi, die Verleugnung Christi durch Petrus (nicht als Relief, sondern als Figurengruppe: Petrus und die Magd, sowie zwei Kriegsknechte, links und rechts der Giebelabläufe), Christus vor Pilatus, die Geißelung und die Kreuztragung. Die beiden letztgenannten Reliefs sind Kopien, da die Originale bei dem Dombrand im Jahre 1532 schwer beschädigt wurden.

### Die Stifterfiguren

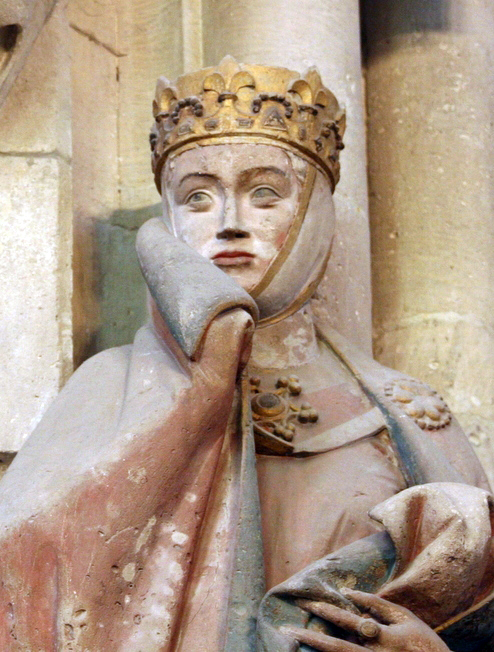
Uta von Naumburg (Naumburger Dom)

Einige der Stifterfiguren aus Grillenburger Sandstein sind inschriftlich bezeichnet. Die übrigen sind nicht durchgängig sicher zu identifizieren.
Vor den Dienstbündeln, die das Vorjoch und den Chorschluss trennen, stehen nördlich und südlich die Hauptstifter – im Norden Markgraf Ekkehard (durch die Schildumschrift bezeichnet) und Uta, im Süden Markgraf Hermann und Reglindis. Mehr oder weniger sicher identifiziert sind die vier, sämtlich mit Schildumschriften versehenen Figuren im Chorschluss: Dietmar, Syzzo (von Kevernburg), Wilhelm von Camburg und Thimo von Kistritz. Die vier Figuren an den Wänden des Vorjoches sind nicht sicher zuzuordnen.
Ernst Schubert hat die These entwickelt, dass die Stifterfiguren als Ersatz für im Zuge des spätromanischen Domneubaus aufgegebene Stifter-Grabmäler im Dom und in der frühromanischen Stiftskirche angefertigt worden seien. Diese Rekonstruktion ist aber kürzlich von Holger Kunde mit neuen Belegen unwahrscheinlich gemacht worden.
Die Figuren der Markgrafenehepaare und die Statuen im Polygon sind baueinheitlich mit den Diensten hinter ihnen ausgeführt worden. Deswegen ist immer wieder vermutet worden, dass der Naumburger Meister nicht nur der Schöpfer der Figurenentwürfe und der wichtigste Bildhauer, sondern auch der für den Westchor verantwortliche Baumeister gewesen ist. Dass außer ihm mehrere Steinmetze an den Figuren gearbeitet haben, ist ebenfalls immer wieder vermutet worden.

### Bischofsgrabmal und Diakon
Außer den genannten Bildwerken sind dem Naumburger Meister im Dom das Bischofsgrabmal im Ostchor und der heute ebenfalls dort aufgestellte „Diakon“ zuzuschreiben. Das Grabmal zeigt Bischof Dietrich II. von Naumburg, den Bauherrn des Westchores und Vollender des Domneubaus des 13. Jahrhunderts. Die Zuschreibung gilt als sicher; die frühere Identifizierung als Grabmal des Bischofs Hildeward ist überzeugend widerlegt worden. Auch die Platzierung der Grabstätte spricht für Dietrich: Als Bauherr und Vollender des Dombaus bekam er den vornehmsten Platz im Kirchenbau unmittelbar vor dem Hauptaltar. Die Diakonsfigur ist eigentlich ein Lesepult. Die hier gewählte bildnerische Lösung wurde mehrmals nachgeahmt.

### Bassenheimer Reiter

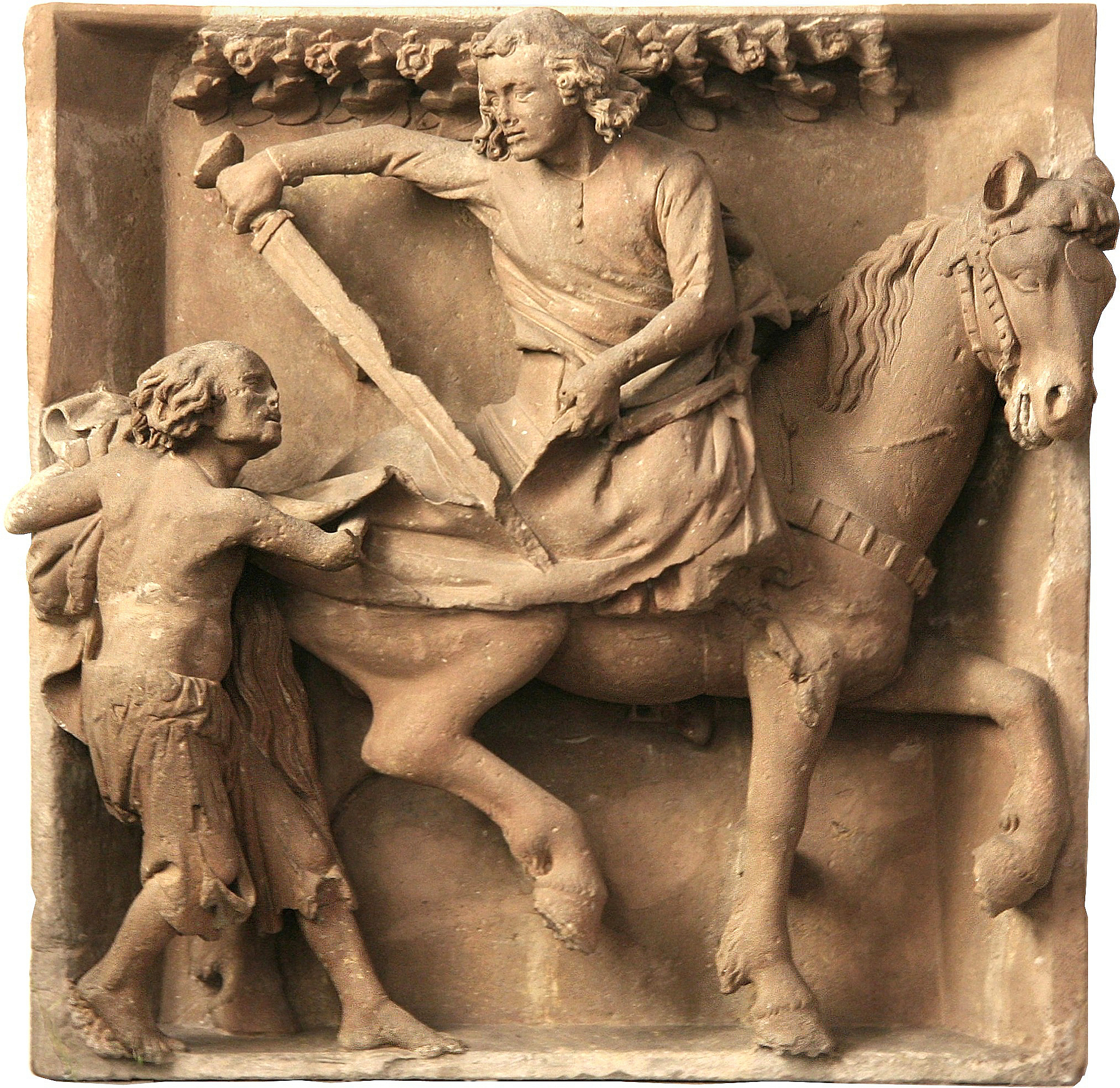
Bassenheimer Reiter

Ein weiteres Kunstwerk, das dem Naumburger Meister zugeschrieben wird, ist der so genannte Bassenheimer Reiter. Das etwa 1 Meter im Quadrat messende Sandsteinrelief zeigt den heiligen Martin von Tours, wie er seinen Mantel mit dem Bettler teilt. Ursprünglich war das Relief um 1240 für den Westlettner des Mainzer Doms geschaffen worden. Als dieser 1683 abgebrochen wurde, ließ Domherr Waldbott von Bassenheim das Relief in der äußeren Chorwand der damaligen Pfarrkirche seines Stammsitzes vermauern. In deren Nachfolgebau ist es heute innen über dem linken Seitenaltar angebracht. Die Zuordnung zum Naumburger Meister erfolgte 1935 durch den Kunsthistoriker Hermann Schnitzler.

## Weitere kunst- und rezeptionsgeschichtliche Aspekte

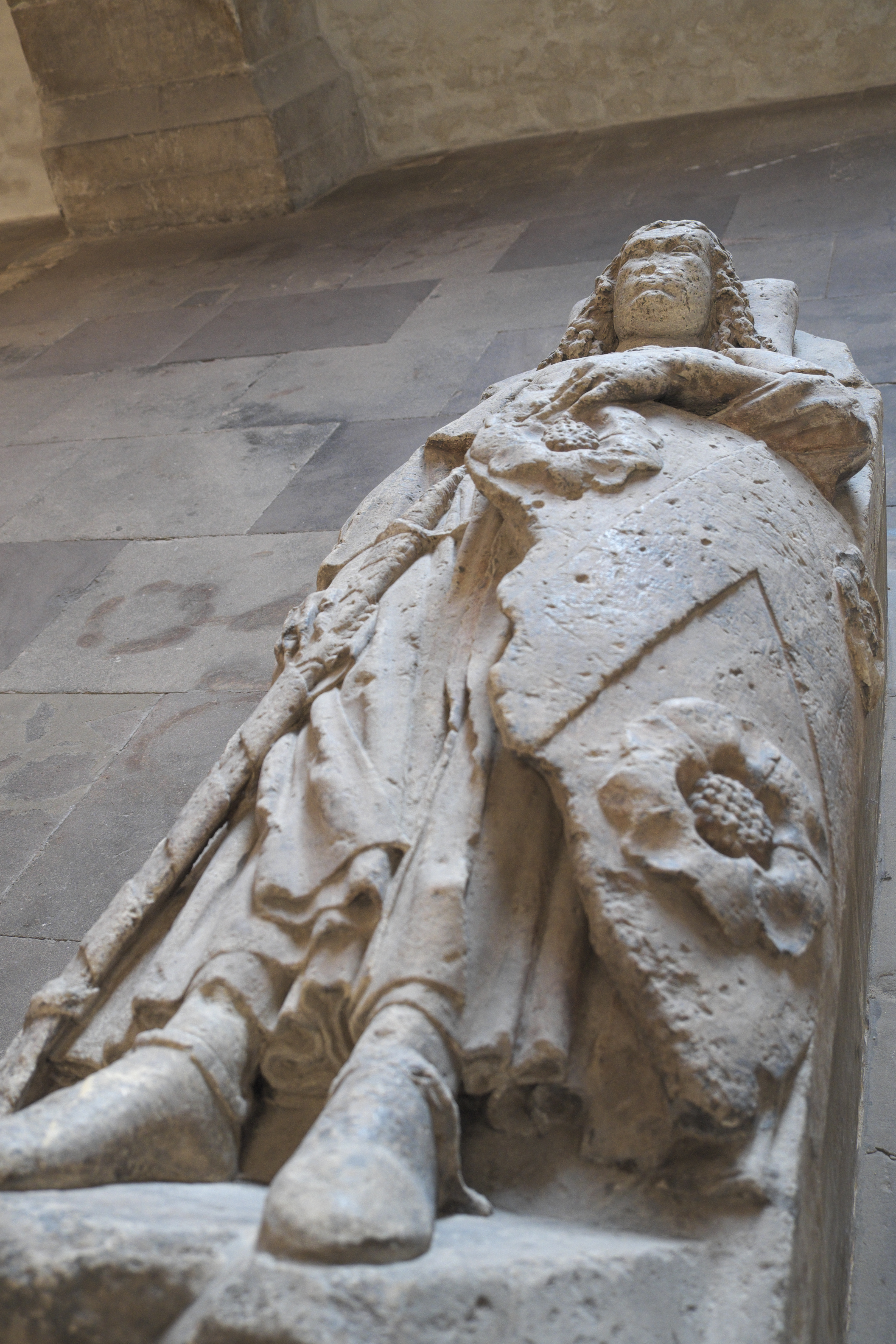
Grabmal des Ritters Hermann von Hagen

In jüngerer Zeit hat erstmals Wolfgang Hartmann die These vertreten, der Naumburger Domherr Magister Petrus von Hagen habe die Verbindung zu dem überragenden Künstler hergestellt. Neuere Untersuchungen von Volker Seifert und Holger Kunde kommen unabhängig voneinander zu dem gleichen Ergebnis. Beide weisen u. a. darauf hin, dass dem Naumburger Meister auch das im Dom zu Merseburg erhaltene Grabmal des Ritters Hermann von Hagen zuzuschreiben ist, der nachweislich ein Bruder des Magisters war.
Stilistische Ähnlichkeiten mit den Skulpturen im Meißner Dom ebenso wie deren Steinmetzzeichen lassen vermuten, dass sie vom Naumburger Meister und Mitarbeitern nach Abschluss der Arbeiten in Naumburg geschaffen worden sind.
Weiterhin wird die Horburger Madonna dem Naumburger Meister zugeschrieben.

### Zur Rezeptionsgeschichte
Die ältere Kunstgeschichtsschreibung zum Naumburger Meister in den 100 Jahren vor 1990 hat G. Straehle in seiner Dissertation unter Berücksichtigung von über 800 Titeln umfänglich referiert. Zahlreiche Zitate aus den mitunter schwer zugänglichen Originalpublikationen sind hier online zugänglich. Gegenüberstellungen der oft stark differierenden Auffassungen, die trotz aller Fortschritte in der Erschließung der Quellen und der Untersuchungsmethoden bis heute aufeinandertreffen, zeigen Grenzen der Objektivierbarkeit auf.
So spricht Straehle im Blick auf die meist als Gepa bezeichnete Stifterfigur des Naumburger Westchors von „einer langen Reihe von Deutern dieser Figur, welche immer wieder unsicher waren, ob die Witwe nun als alt oder jung zu bezeichnen sei.“ Dies illustriert die Bedeutung subjektiver Befindlichkeiten der Deuter und anderer Betrachter beim künstlerischen und religiösen Erleben, die bei Interpretationen von Mimik und Gestik noch höher ist.
Zur Rezeptionsgeschichte gehört auch der im Abschnitt 4.1 angeführte Roman zum Ketzer von Naumburg, der mit zahlreichen Auflagen weite Verbreitung gefunden hat. Die fiktive und phantasievolle Story entstand vor dem Hintergrund einer ebenfalls vielfach aufgelegten Darstellung des Pastors Paulus Hinz über den Naumburger Meister als einen Protestanten im Mittelalter. Diese wiederum stützt sich auf die 1938 von Ernst Lippelt, einem professionellen Kunsthistoriker, aufgebrachte These vom Einfluss der Waldenser als der „Protestanten vor der Reformation“ auf den Naumburger Meister.
Es bedurfte nicht der Waldenser-These, um den protestantischen Charakter des Naumburger Westchors und der Stifterfiguren zu erkennen. Bereits 1933 wurde in der 1. Auflage der dann weit verbreiteten Kunstgeschichte von Richard Hamann ein „mittelalterlicher Protestantismus“ der Stifterfiguren im Naumburger Dom als „mittelalterlich protestantische Kirche“ mit einer Reliefdarstellung der Passion Christi am Lettner „wie im ketzerischen Südfrankreich“ konstatiert.
Zur 1938er Waldenser-These Lippelts heißt es 1955 in einer Publikation Hamanns über die berühmte Abteikirche im südfranzösischen Saint-Gilles-du-Gard, die These habe „wenigstens in der Kunst“ eine innere Wahrscheinlichkeit.
Dabei ging es um „das Fortleben einer angefeindeten These“, wie die Überschrift einer mehrseitigen Betrachtung bei Straehle lautet. Heftige Anfeindungen kamen aus Ost wie West, verliefen jedoch schließlich im Sande. In der Dissertation heißt es dazu: „Für Hinz‘ Studie …, vor allem für seine neu aufgenommenen und vorzüglich recherchierten religionsgeschichtlichen Exkurse zur Geschichte der Waldenser-Bewegung aber hatte eine an geordneten theologischen Weltbildern orientierte Wissenschaft um die Mitte der 1950er Jahre in Ost und West keine Verwendung mehr.“
Weitgehende Einigkeit besteht darüber, dass die Verlegung des Bistumssitzes von Zeitz nach Naumburg unter dem Einfluss des ekkehardinischen Markgrafen von Meißen aus der 1. Hälfte des 11. Jahrhunderts die Gestaltung des Westchors mehr als zwei Jahrhunderte danach wesentlich mitbestimmt hat. In der Ausstellungsbroschüre der „Vereinigten Domstifter“ heißt es zur Planung dieses Chors: „Im Zusammenwirken von Bischof Dietrich II., führenden Vertretern des Domkapitels und dem aus Mainz gerufenen Meister entsteht der Plan, mit diesem Westabschluss die Rechtsgrundlagen des Naumburger Bistumssitzes zu fundamentieren.“
In diesem Sinne wurde entschieden, dass außergewöhnlicherweise „Nicht-Heilige“ in einem Domchor dargestellt wurden, der anderenorts Aposteln und Heiligen vorbehalten blieb. Die im Figurenzyklus versammelten Adeligen verteilen sich geschichtlich auf drei Geschlechterfolgen des 10. und 11. Jahrhunderts. Sie stehen wie Heilige unter großen Baldachinen, treten aber in gleicher „Lebendigkeit“ und Kleidung wie der spätere, zeitgenössische Betrachter auf, der ebenfalls zu Stiftungen aufgerufen war.
Ein wichtiger Teil der theologischen Botschaft des Chors wird von den Glasmalereien in den Fenstern vermittelt, die zum Teil noch aus der Bauzeit des Chores stammen. Das sind die Darstellungen der klugen und törichten Jungfrauen sowie der über das Laster triumphierenden Tugenden und Propheten, während die Passion, Marienszenen, Apostel sowie weitere Propheten und andere Heilige auf ebenfalls sehr qualitätsvollen Scheiben aus dem ersten Drittel des 15. Jahrhunderts dargestellt sind.
Nach H. Krohm wurde der Westchor „offensichtlich errichtet, um hier in Eucharistiefeier und Gebetsverbrüderung der Wohltäter des Bistums aus der Zeit der Verlegung des Bischofssitzes im Jahre 1028 zu gedenken.“ Demgegenüber wird in anderen, nachfolgend benannten Darstellungen die Konzipierung des Chors als Tagungsort der gemeinsamen kirchlichen und weltlichen Gerichtsbarkeit in den Vordergrund gestellt.

### Aktuelle Fragen
Über die „immanent kritische“ Aufarbeitung der Naumburg-Literatur hinaus wurde in der Dissertation von Straehle mit der Weiterentwicklung einer für den Westchor durch Friedrich Möbius 1989 begründeten „Synodalchorhypothese“ durch die Erschließung neuer Quellen ein eigenständiger Beitrag geleistet.  Der ursprüngliche Plan eines bischöflichen Synodalchors als Stätte der vereinigten kirchlichen und weltlichen Gerichtsbarkeit nach Mainzer und Bamberger Vorbild wurde danach modifiziert durch das vom Meister verwirklichte Chorkonzept mit Stifterzyklus und Lettner. Die Modifizierung sei infolge von Machtverschiebungen erfolgt „in einer Weise, in der die Suprematie des Markgrafen … in der Versammlung einer Adelsgesellschaft von elf Stiftern und einem ‚Occisus’ zum Ausdruck kommt.“
Zum Stand der Forschung sei abschließend aus einem Brief zitiert, den Gerhard Straehle 2007 als Doktorand an den Emeritus Friedrich Möbius schrieb zu der Frage:
„Kann eine kritische Durchsicht und Darstellung vergangener Forschermeinungen zur Klärung der tatsächlichen Bedeutung des Naumburger Stifterzyklus beitragen?“ (Dies betrifft natürlich auch den Westlettner und den Naumburger Meister insgesamt.)
Möbius hatte „tendenziell Nein“ gesagt, denn dazu sei noch eine erhebliche Grundlagen- und Quellenforschung nötig, wozu er ein Programm aufgestellt habe. Straehle hingegen schreibt „tendenziell Ja“ und begründet das ausführlich anhand seiner Dissertation. Dieser Auffassung entspricht auch der hier folgende Abschnitt.

## Bedeutung
Der Naumburger Meister ist eine der bedeutendsten Künstlerpersönlichkeiten des hohen Mittelalters. Obwohl er in den Quellen nicht nachweisbar ist, konnte ihm die Forschung aufgrund seines charakteristischen Stiles Bildwerke in mehreren bedeutenden Kirchen zuweisen. Ob er die Skulpturen selbst fertigte oder andere Steinmetzen beteiligt waren, ist nicht sicher zu klären; ebenso unsicher ist, ob er die nach der Mitte des 13. Jahrhunderts entstandenen Meißner Figuren selbst ausführte oder ausführen ließ. Die Tätigkeit des Meisters in Merseburg, Naumburg  und Meißen geht eng mit dem Stilwechsel von der Spätromanik zur Frühgotik einher. Innerhalb der ihm und seiner Werkstatt zugeordneten Werke gibt es eine Stilentwicklung hin zur Hochgotik, die sich in Mitteldeutschland um 1260 durchzusetzen beginnt. Diese Entwicklung ist an den letzten in Naumburg entstandenen Werken bereits zu erkennen, etwa an der Kreuzigungsgruppe, und erreicht in Meißen ihren Abschluss. Die Tätigkeit des Meisters zog eine reiche Nachfolge in Mitteldeutschland nach sich.

### Roman
- Rosemarie Schuder: Der Ketzer von Naumburg. 1.–16. Auflage. Verlag Neues Leben u. Rütten & Loening, Berlin 1955–1984. Neuauflage BS-Verlag, Rostock 2005, ISBN 3-89954-133-2.
- Claudia und Nadja Beinert: Der Sünderchor. Originalausgabe September 2016. Knaur Taschenbuch u. Droemer Knaur GmbH & Co. KG, München, ISBN 978-3-426-51651-5.